# Никодим (Ротов)
Митрополи́т Никоди́м (в миру Бори́с Гео́ргиевич Ро́тов; 15 октября 1929, д. Фролово, Кораблинский район, Рязанская область — 5 сентября 1978, Ватикан) — иерарх Русской православной церкви; с 9 октября 1963 года митрополит Ленинградский и Ладожский. Председатель отдела внешних церковных сношений Московской патриархии (1960—1972), Патриарший экзарх Западной Европы (1974—1978).

## Детство и образование
Борис Георгиевич Ротов родился 15 октября 1929 года в деревне Фролово, Кораблинского района Рязанской области, согласно легенде, в семье секретаря Рязанского обкома ВКП(б); книга «Человек Церкви», составленная митрополитом Ювеналием, о родителе будущего митрополита говорит так: «Отец, Георгий Иванович, работал в Рязанском Губернском Земельном управлении инженером-землеустроителем». Мать, Елизавета Михайловна, урождённая Сионская, была дочерью священника Рязанской епархии.
По окончании средней школы поступил в 1947 году в Рязанский педагогический институт (ныне Рязанский государственный университет) на факультет естествознания.

## Постриг, иерейское рукоположение и духовное образование
19 августа 1947 года принял монашеский постриг; рукоположён во иеродиакона архиепископом Ярославским и Ростовским Димитрием (Градусовым; в схиме — Лазарь), с причислением к Ярославскому архиерейскому дому; при этом продолжал жить в Рязани и учиться в пединституте. Как вспоминал сам Никодим в речи при наречении, 9 июля 1960 года, в Трапезном храме Троице-Сергиевой Лавры, «на служение Святой Церкви я вступил, когда приснопоминаемый мною схиархиепископ Лазарь облёк меня в иночество». Своё иноческое имя Никодим он позднее оформил и как гражданское имя.
Летом 1949 года оставил пединститут по окончании второго курса. 20 ноября 1949 года архиепископом Димитрием рукоположён во иеромонаха и назначен настоятелем храма в честь Рождества Христова в селе Давыдове Толбухинского района Ярославской области. Некоторое время состоял вторым священником Покровского храма в Переславле-Залесском.
7 августа 1950 года назначен настоятелем храма в честь Святого Димитрия царевича в Угличе и благочинным Угличского округа.
В том же году поступил на заочный сектор Ленинградской духовной семинарии, по окончании которой был зачислен студентом Ленинградской духовной академии.
В январе 1952 года назначен клириком кафедрального собора в Ярославле и секретарём архиепископа Ярославского и Ростовского; затем ключарём собора. С декабря 1954 года — исполняющий обязанности настоятеля.
В 1955 году окончил Ленинградскую духовную академию. В 1959 году за сочинение «История Русской Духовной Миссии в Иерусалиме» удостоен степени кандидата богословия.

## Церковная деятельность

### В Русской духовной миссии в Иерусалиме
25 февраля 1956 года назначен членом Русской духовной миссии в Иерусалиме, а затем заместителем начальника миссии.
31 марта 1957 года митрополитом Крутицким и Коломенским Николаем (Ярушевичем) возведён в сан игумена с возложением палицы.
25 сентября 1957 года назначен начальником Русской духовной миссии в Иерусалиме; возведён в сан архимандрита митрополитом Назаретским и всея Галилеи Исидором по просьбе Патриарха Алексия.
В марте 1959 года, по возвращении в Москву из Иерусалима, назначен заведующим канцелярией Московской патриархии.

### Заместитель председателя ОВЦС (1959—1960); председатель ОВЦС (1960—1972)
С 4 июня 1959 года — «заместитель митрополита Николая по Отделу внешних церковных сношений Московской Патриархии» — с сохранением за собою должности заведующего канцелярией Московской патриархии.
16 апреля 1960 года председатель Совета по делам Русской православной церкви при Совете Министров СССР Владимир Куроедов и председатель Комитета государственной безопасности СССР Александр Шелепин направили в ЦК КПСС записку, в которой, со ссылкой на информацию от агентурных источников КГБ, предлагали «отвести митрополита Николая от участия в работе Всемирного совета мира, Советского комитета защиты мира и отстранить его от руководящей деятельности в Московской патриархии», добиться на это согласия Патриарха Алексия. Кроме того, в записке говорилось: «КГБ считал бы целесообразным на должность председателя отдела внешних церковных связей[sic] назначить архимандрита Никодима Ротова и выдвинуть его как представителя Русской православной церкви для участия в деятельности Всемирного совета мира и Советского комитета защиты мира». 21 июня 1960 года состоялось решение Священного синода об освобождении от должности председателя ОВЦС митрополита Николая (Ярушевича); на его место был назначен архимандрит Никодим с возведением в сан епископа Подольского.
Возглавлял делегации РПЦ на Всеправославных совещаниях 1961, 1963, 1964 годов на острове Родос (Греция) и 1968 года в Шамбези близ Женевы (Швейцария). 10 мая 1963 года назначен председателем комиссии при Священном синоде по разработке каталога тем Всеправославного собора. 20 марта 1969 года назначен представителем Московского патриархата в Межправославной подготовительной комиссии «Святого Всеправославного собора».

### Епископ Подольский (1960); епископ — архиепископ — митрополит Ярославский (1960—1963); митрополит Минский (1963)
10 июля 1960 года в Троицком соборе Троице-Сергиевой лавры хиротонисан сонмом епископов во главе с патриархом Алексием во епископа Подольского, викария Московской епархии; как председатель ОВЦС епископ Никодим вступил в управление приходами Русской православной церкви в Венгрии, Финляндии и Японии.
28 августа 1960 года включён в состав новоучреждённой Комиссии по межхристианским связям при Священном синоде.
С 19 сентября 1960 года руководил издательским отделом Московской патриархии.
С 23 ноября 1960 года — епископ Ярославский и Ростовский.
В ночь на 1 января 1961 года был (впервые) среди гостей «на традиционной встрече Нового, 1961 года, устроенной в Большом Кремлёвском дворце правительством Союза Советских Социалистических Республик» (вместе с патриархом Алексием, митрополитом Крутицким Питиримом и управляющим делами Московской патриархии архиепископом Дмитровским Пименом).
16 марта 1961 года на заседании Священного синода патриарх Алексий предложил, чтобы «лица, занимающие должности Управляющего делами Московской Патриархии и Председателя ОВЦС Московской Патриархии, были в епископском сане и состояли в звании Постоянных Членов Священного Синода», в связи с чем Синод постановил «утвердить в звании Постоянных членов Священного Синода <…> епископа Ярославского и Ростовского Никодима».
10 июня 1961 года возведён в сан архиепископа. На Архиерейском соборе 18 июля 1961 года (о созыве Собора заранее объявлено не было: архиереев собрали в Троице-Сергиевой лавре в связи с днём памяти преподобного Сергия) сделал доклад о необходимости и своевременности вступления РПЦ во Всемирный совет церквей.
В связи с тем, что большую часть времени проводил в Москве, добился назначения в Ярославскую епархию викария. 26 марта 1961 года во епископа Угличского был хиротонисан архимандрит Кассиан (Ярославский); хиротонию его преемника, архимандрита Варфоломея (Гондаровского), архиепископ Никодим сам возглавил в Ярославле 26 мая 1963 года.
11 мая 1963 года награждён правом ношения креста на клобуке. 14 мая 1963 года Священный синод постановил «согласно поданному прошению освободить Преосвященного архиепископа Ярославского и Ростовского Никодима от должности председателя Издательского отдела».
3 августа 1963 года назначен председателем Комиссии Священного синода по вопросам христианского единства, в которую тогда была преобразована Комиссия по межхристианским связям при Священном синоде; возведён в сан митрополита и 4 августа назначен на Минскую и Белорусскую кафедру, а также назначен председателем Комиссии Священного Синода по вопросам христианского единства.

### На Ленинградской кафедре
9 октября 1963 года назначен митрополитом Ленинградским и Ладожским, временно управляющим Олонецкой епархией. Прибыв в Ленинград, резолюцией № 1 отменил предварительную цензуру проповедей всего духовенства епархии благочинными, введённую его предшественником, митрополитом Пименом (Извековым), 9 мая 1962 года.
В октябре 1965 года под предлогом частых зарубежных поездок, вынуждавших его «нередко … находиться, и даже продолжительное время, вне Ленинграда» сумел восстановить штатную должность викария Ленинградской епархии, утраченную при митрополите Пимене (Извекове). Викарию был усвоен титул «епископа Тихвинского».
7 октября 1967 года назначен по совместительству управляющим Новгородской епархией с титулом «Ленинградский и Новгородский».
С 4 по 19 июля 1968 года возглавлял делегацию Московского патриархата на IV ассамблее Всемирного совета церквей (ВСЦ) в Уппсале, Швеция; избран в состав Центрального комитета ВСЦ; в том же году избран председателем комитета продолжения работ Христианской мирной конференции (ХМК).
16 декабря 1969 года назначен председателем комиссии по изучению вопроса о прославлении в лике святых приснопамятного архиепископа Японского Николая (канонизирован 10 апреля 1970 года). 17 марта 1970 года ему поручено временное управление Патриаршими приходами Северной и Южной Америки. В апреле 1970 года в США подписал соглашение с митрополитом Нью-Йоркским Иринеем об условиях дарования автокефалии Американской митрополии.
12 апреля 1970 года удостоен права ношения двух панагий. 17 июня 1971 года указом патриарха Пимена награждён правом служения с предносным крестом. В апреле 1972 года, в числе прочих религиозных деятелей СССР — «участников движения за мир», подписал проект письма, осуждавшего «клеветническую деятельность» Александра Солженицына.
В 1972 году с ним случился инфаркт, после чего подал прошение об освобождении его от должности председателя отдела внешних церковных сношений. 30 мая 1972 года решением Синода освобождён от должности председателя ОВЦС. Оставлен председателем комиссии Священного синода по вопросам христианского единства, которая в том же заседании Синода была переименована в комиссию Священного синода по вопросам христианского единства и межцерковных сношений.
3 сентября 1974 года назначен патриаршим экзархом Западной Европы. С 23 ноября по 10 декабря 1975 года возглавил делегацию Русской православной церкви на V Генеральной ассамблее ВСЦ в Найроби; был избран президентом Всемирного совета церквей.
Дважды, в 1967—1968 и 1977—1978 годах, возглавлял Комиссии для подготовки и проведения празднования восстановления патриаршества (соответственно, 50-летия и 60-летия). В 1968 г. Московской патриархии пришлось проводить празднование на своей «канонической территории» и устроить торжественное собрание в помещении храма Московской духовной академии. В 1978 году удалось провести двухдневное торжественное собрание в самой Москве — в концертном зале гостиницы «Советская», предоставленном властями. К участию в праздновании 60-летия восстановления патриаршества был приглашён весь епископат Русской православной церкви.

## Внешнеполитическая деятельность
Сыграл ключевую роль в переговорном процессе, в результате которого было урегулирован канонический статус — с точки зрения Московского патриархата — Митрополичьего округа в Северной Америке (Русской православной греко-кафолической церкви в Америке): последней была дарована автокефалия Патриаршим и Синодальным Томосом в 1970 году, учреждавшим Автокефальную православную церковь в Америке. Одновременно в юрисдикцию Московской патриархии в качестве автономной возвращалась Японская православная церковь.
Принимал участие во многих экуменических встречах, межправославных совещаниях, международных миротворческих конференциях, был включён в делегацию РПЦ МП на Родосских Всеправославных совещаниях.
Наибольший интерес традиционно вызывают осуществлявшиеся Никодимом от имени Московского патриархата сношения с Ватиканом. Иоанну XXIII он посвятил магистерскую диссертацию, изданную в виде монографии уже посмертно.
Анализ документов свидетельствует, что каким бы ни было его личное отношение к Римской церкви, политика, проводившаяся Никодимом, всегда была в русле внешнеполитической линии советского руководства, не имевшего дипломатических отношений со Святым престолом и до августа 1962 года полагавшего Ватикан одним из центров глобального «антисоветского влияния». Первые выступления Никодима о Римской церкви не отличались принципиально по своей тональности от речей других иерархов Патриархии в послевоенный период, разоблачавших «не только антихристианскую, но даже и аморальную сущность папизма». Так, в своём докладе «Мир — последование Христу» на Первой Всемирной общехристианской конференции в защиту мира 14 июня 1961 года Никодим говорил:

Две тенденции усматриваются в развитии папской системы — тенденция к утверждению владычества папы над Церковью и миром и тенденция к провозглашению папской непогрешимости в делах веры. Папская теория есть наиболее яркое и сконцентрированное выражение того духа внешнего законничества и обмирщения, который проник в значительной степени в учение и жизнь Католической Церкви. <…> Стремление к владычеству земному кидало и кидает Римскую Церковь в самый центр политической международной борьбы. Это стремление заставляло и заставляет и поныне Папский Рим быть двигающей силой различных агрессивных политических ассоциаций и действовать во вред христианству, подрывать самые корни христианской веры и сегодняшней великой миссии церковного общения. <…> Загипнотизированная перспективой полноты папской власти, римская курия своими земными интересами и связями прочно вросла в старый строй жизни, неразрывно связала себя с империалистическими замыслами и доселе остаётся глухой, и чаще враждебной, к морально-социальным запросам масс, борющихся за идеалы свободы, равенства и братства.

В связи с подготовкой Второго Ватиканского собора секретарь по вопросам христианского единства кардинал Августин Беа предложил представителям Православной церкви присутствовать на Соборе в качестве наблюдателей; предложение было прежде всего обращено к Константинопольскому патриархату — Патриарху Афинагору. В Журнале Московской Патриархии № 5 за 1961 год появилась редакционная статья Non possumus, которая, перечислив обычные пункты православной критики католицизма, отвечала на приглашение кардинала: «Московская Патриархия отвечает кардиналу Беа: Non possumus!»
Летом 1962 года начало меняться отношение руководства СССР к папе Римскому: «Советские дипломаты и спецслужбы начали наводить мосты для контактов с Ватиканом, глава которого в тот период — „красный папа“ Иоанн XXIII также старался наращивать мирные усилия». Во время конфиденциальной встречи в августе 1962 года в Париже секретаря Комиссии по содействию христианскому единству Йоханнеса Виллебрандса с Никодимом выяснилось, что «Кремль мог бы согласиться на присутствие наблюдателей Русской Православной Церкви на Втором Ватиканском Соборе, если бы Ватикан смог гарантировать, что этот Собор не станет антисоветским форумом». В сентябре 1962 года в интервью французскому журналисту Жану Гулье Патриарх Алексий говорил о близости Церквей «друг другу в области вероучительной и литургической». Статья Non possumus была официально объявлена частным мнением её автора А. В. Ведерникова.
27 сентября — 2 октября 1962 года Виллебрандс официально посетил Москву, где 30 сентября «присутствовал в церкви Петра и Павла в Лефортове за литургией, которую совершал архиепископ Никодим»; 10 октября Священный синод постановил принять приглашение Ватикана прислать наблюдателей, определив состав делегации: протоиерей Виталий Боровой и архимандрит Владимир (Котляров). 12 октября совершенно неожиданно для всех прочих поместных православных Церквей делегация РПЦ отбыла из Москвы в Рим на первую сессию Собора, открывшегося 11 октября. «Тем временем, накануне вечером, патриарх Афинагор телеграфировал в Рим, что главы православных церквей, включая патриарха Московского, решили не присылать наблюдателей».
По утверждению дочери Никиты Хрущёва Рады, во время состоявшейся 7 марта 1963 года аудиенции у Папы Иоанна XXIII, на которой были её муж, тогда главный редактор «Известий» Алексей Аджубей, она сама и некий иезуит русского происхождения «отец Кулик», Аджубей передал Папе письмо Хрущёва; а Папа, по её словам, «вручил ему своё письмо для моего отца, которое написал на кириллице в нашем присутствии».
Вторая сессия Ватиканского собора открылась 29 сентября 1963 года. Митрополит Никодим «15 сентября 1963 года нанёс визит вежливости Его Святейшеству Папе Павлу VI, который принял его в частной аудиенции <…> возложил цветы на могилу Папы Иоанна XXIII и совершил литию об упокоении его души». Примечательно, что Патриарх Афинагор даже не послал поздравлений по случаю избрания Павла VI и не направил представителя на его интронизацию.
В 1963 году в Риме начались переговоры между Ватиканом и СССР об установлении дипломатических отношений. В них участвовали посол СССР в Риме Семён Козырев и кардинал Беа. Как и первая аналогичная попытка в середине 1920-х годов, переговоры закончились безрезультатно из-за нежелания советского руководства облегчить положение верующих в СССР.
В ответ на инициативу в докладе митрополита Никодима «Диалог с римокатоликами о современной христианской социальной мысли», прочитанном им в Женеве в июле 1966 года на конференции «Церковь и общество», в декабре 1967 года в Ленинградской духовной академии по предложению и под руководством епископа Мауриамского Виллебрандса, а также епископа Зарайского Ювеналия (Пояркова), прошли первые собеседования между богословами Римской церкви и Русской православной церкви, которые продолжались и впоследствии.
К концу 50-х годов XX века число братии Русского монастыря великомученика Пантелеимона на Святой Горе резко сократилось и средний возраст братии достиг 85 лет. В конце июня 1962 года как председатель Отдела внешних церковных сношений возглавил первую после 1914 года официальную паломническую делегацию РПЦ на Афон, после чего возобновились контакты Московской патриархии с малочисленной русской братией Пантелеимонова монастыря.

## Смерть в Ватикане
Обстоятельства смерти митрополита Никодима весьма подробно изложены в «Журнале Московской Патриархии» № 11 за 1978 год.
Никодим был в Ватикане во главе делегации Русской церкви по случаю интронизации папы римского Иоанна Павла I 3 сентября 1978 года.
5 сентября, в 10-м часу утра во время аудиенции у папы, на которую митрополит Никодим пошёл, невзирая на то, что, по свидетельству очевидцев, выглядел очень усталым, с ним случился сердечный приступ — мгновенная остановка сердца. Приступ произошёл, когда Никодим представлял папе архимандрита Льва (Церпицкого). «Журнал Московской Патриархии» писал: «Папа прочитал отходные молитвы и молитву об отпущении грехов. Прибыл государственный секретарь кардинал Иоанн Вилло и также совершил молитву у тела почившего митрополита». Прощание было в Риме и Ленинграде; отпевание — в Ленинграде. Погребён на Никольском кладбище Александро-Невской лавры.
Смерть Никодима породила конспирологическую версию об отравлении русского митрополита ядом в поднесённом напитке, предназначенном якобы понтифику (Иоанн Павел I умер через 22 дня и тоже по причине инфаркта). То, где и как произошла смерть, вызвало недоумение у некоторых представителей Русской церкви; их чувства выразил архиепископ Василий (Кривошеин) в воспоминаниях:

Это случилось в Ватикане, в присутствии Папы, вдали от своей епархии и вообще от православных. Конечно, всякая смерть есть тайна Божия, и является дерзновением судить, почему она случается в тот или иной момент и что она означает, но лично я (и думаю большинство православных) восприняли её как знамение Божие. Может быть, даже как вмешательство Божие, как неодобрение той спешки и увлечения, с которыми проводилось митрополитом дело сближения с Римом. Все его поездки на поклон к Папе, причащения католиков и даже сослужения с ними, и всё это в атмосфере одновременно скрытости и демонстративности. Правы мы были или не правы, — один Бог это может знать. Но таково было наше непосредственное подавляющее православное переживание.

## Экуменизм
Известен своими экуменическими взглядами, которые он приводил в жизнь. Эпоха в жизни РПЦ МП с 1960 по 1978 годы, когда ОВЦС находился под руководством митрополита Никодима, известна среди противников экуменизма под названием «никодимовщины» и характеризовалась установлением и дальнейшим усилением контактов Московской патриархии с Ватиканом. В частности, споры вызвало определение Священного Синода от 16 декабря 1969 года, согласно которому священнослужителям Московского патриархата разрешалось «преподавать благодать Святых Таинств католикам и старообрядцам в случаях крайней в сём духовной необходимости для последних и при отсутствии на местах их священников». Это решение порождено прежде всего условиями «социалистической действительности»: во многих регионах СССР не имелось ни католических, ни старообрядческих храмов, а только православные. В «Журнале Московской Патриархии» было опубликовано разъяснение митрополита Ленинградского и Новгородского Никодима, в котором подчёркивалось, что данное разрешение допускается лишь в случае болезни и из-за невозможности обращения к священнослужителям своих Церквей. «В таких случаях духовенству Русской Православной Церкви надлежит проявлять пастырскую заботу и преподавать нуждающимся духовное утешение и Святые Таинства». Впоследствии митрополит Никодим пояснял, что «подобное имело место в 1878 году, когда Константинопольский Синод вменил в обязанность греческим православным священникам совершать таинства для армян там, где у них не имеется церквей и священников».
Но сами греки осудили решение синода 1969 года на Элладском синоде. Экуменическое решение Поместного собора 1971 года о причащении католиков в РПЦ, которое отстаивал Никодим Ротов, было осуждено не только как противоречащее вероучению Православной Церкви, её догматам и канонам, а как еретическое, на Архиерейском Соборе РПЦЗ в 1971 году. На нём было вынесено постановление:
Святые каноны позволяют причащение великого грешника, находящегося под запрещением (епитимией), когда он близ смерти (13 прав. I Всел. Соб., 6 Карфаг., 2 и 5 Григория Нисского), но нет ни одного правила, которое распространяло бы это на лиц, чуждых Православной Церкви, покуда они не отвергнут свои лжеучения. Какое бы объяснение митр. Никодим и другие московские иерархи ни пытались дать этому деянию, совершенно ясно, что, хотя и с некоторым ограничениями, общение между Московской патриархией и римокатоликами было установлено...Решение допустить католиков к причастию есть акт не только неканонический, но также и еретический, как повреждающий православное учение о Церкви, поскольку лишь истинные члены Церкви призваны причащаться Тела и Крови Христовых в Евхаристии.
Никодим шёл в экуменизме гораздо дальше решения синода 1969 года. 14 декабря 1970 в базилике Св. Петра в Риме он преподавал причастие православное католическим клирикам, нарушая многие правила Православной Церкви, по этой причине собор РПЦЗ определил его действия как предательство Православия.

## Высказывания
Мнение о «коммунистическом атеизме»:

Объективное изучение атеизма показывает необходимость строгого различения мотивов, приводящих к атеистическому мировоззрению. Мы знаем, что атеизм коммунистический представляет собой определённую систему убеждений, включающую в себя моральные принципы, не противоречащие христианским нормам. Другой атеизм — кощунственный, аморальный, возникающий из желания жить «свободно» от божественного закона Правды, существовал преимущественно в недрах старого общества и чаще всего возникал на почве праздной и развращённой жизни имущих классов. Христианство действительно считает смертным грехом атеизм второго типа, но по-иному смотрит на атеизм коммунистический.

## Гимнотворчество
Им были составлены несколько служб святым, которые используются в православном богослужении, среди них служба святому Иоанну Русскому, служба святой Тавифе, равноап. Николаю, архиепископу Японскому, Собору ярославских святых и пр.

## Награды
- 12 апреля 1970 года — удостоен права ношения второй панагии[53]
- 17 июня 1971 года — удостоен права служения с предносным крестом[53].
- Орден святого равноапостольного великого князя Владимира I степени (13 мая 1963)[53].
- Орден святого равноапостольного великого князя Владимира II степени (1961)[54].
- Орден святого равноапостольного великого князя Владимира III степени
- Орден Феникса (Греция)
- Национальный орден Кедра (Ливан)
- Орден Югославского знамени (СФРЮ)
- Почётный член Ленинградской Духовной академии
- Почётный член Московской Духовной академии

## Оценки и мнения о нём. Память
Оценки митрополита Никодима как при его жизни, так и по смерти, весьма различны. Патриарх Московский и всея Руси Пимен в слове на отпевании отмечал трудолюбие и заботливость Никодима, а также его умение сподвигать окружающих на служение. Кардинал Йоханнес Виллебрандс высказался о выдающихся усилиях Никодима в организации межконфессионального диалога. Митрополит Крутицкий и Коломенский Ювеналий также высоко оценил стремление Никодима наладить дружбу между народами
Большинство священнослужителей, выпестованных и поставленных им (как, например, Патриарх Московский и всея Руси Кирилл, митрополит Ювеналий (Поярков), митрополит Гедеон (Докукин), митрополит Виктор (Олейник), митрополит Лев (Церпицкий), архиепископ Лонгин (Талыпин), архимандрит Августин (Никитин)), полагают его выдающимся церковным деятелем и личностью своего времени.
Среди заслуг Никодима называют спасение духовных школ и епископата в 1960-х годах. Митрополит Минский и Слуцкий Филарет (Вахромеев) дал высокую оценку его действиям по отстаиванию интересов церкви во время советских гонений.
В консервативных кругах Русской церкви преобладает негативная оценка: в вину ему ставится, прежде всего, экуменизм и в особенности его увлечение католичеством. О последнем с некоторым недоумением пишет в воспоминаниях о нём архиепископ Василий (Кривошеин).

Что многих из нас смущало (как в России, так и на Западе), так это увлечение митрополита Никодима католичеством! Увлечение это было во многом иррациональное, почти патологическое. Началось оно не сразу и с каждым годом всё более развивалось. Думаю, что вначале на него повлиял А. Л. Казем-Бек. Помню как ещё в 1960 году в Москве, в разгар хрущёвского гонения на Церковь, он развивал мне мысль, что нам не нужно искать сближения с ВСЦ (это не серьёзная организация), а вот католики — это другое дело, они нам могут помочь и с ними нужно объединяться. Говорят также, что длинная, в 600 страниц, магистерская диссертация митрополита Никодима в значительной степени была написана Казем-Беком. Полагаю, что к католицизму митрополита Никодима прежде всего привлекало имевшееся у него представление о нём как о могущественной, строго дисциплинированной единой Церкви. Напрасно мы много раз ему говорили, что такая картина не соответствует современной действительности, что сейчас в католической Церкви дисциплина подорвана хуже, чем в Православии. Говорили ему, что священники служат мессу, как кому вздумается, а богословы отрицают основные догмы веры. Митрополит Никодим ни за что не хотел отрешиться от сложившегося у него убеждения на католицизм! На него действовала внешность.

Митрополит Виктор (Олейник), тем не менее, считал эту точку зрения совершенно необоснованной.
«Всемогущим ересиархом», «никодимовщиной» называет его и его деятельность публицист Константин Душенов, оппозиционно настроенный по отношению к руководству Московской патриархии.
Деятельность митрополита Никодима отрицательно оценивается и либеральными кругами, главным образом за лояльность советской власти и отстаивание её интересов на международной арене. Правозащитник, диссидент и православный священник Георгий Эдельштейн так характеризовал церковно-политический курс Никодима в 1994 году: «<…> это линия слияния Церкви с государством, и главное — это линия уничтожения Церкви. Это линия, когда Моспатриархия становится средством, орудием. И вообще Церковь становится средством в политической интриге, борьбе».
По смерти Патриарха Алексия I возникла реальная возможность, что патриархом будет избран митрополит Никодим. В обращении к Поместному собору 1971 года «По поводу новоявленного лжеучения митр. Никодима (Ротова)» священника Николая Гайнова и мирян Феликса Карелина, Льва Регельсона и Виктора Капитанчука была сделана попытка показать, что митрополит Никодим с группой богословов на протяжении ряда лет «развивал и насаждал в Русской Церкви новое, соборно не обсуждавшееся учение в духе апокалиптического религиозного коммунизма, в котором давалась новая догматическая формулировка тех основ христианской веры, которые не были сформулированы в Догматах Вселенских Соборов».
В сентябре 2008 года Михаил Ардов (Российская православная автономная церковь) считал: «То, что принято сегодня называть „никодимовщиной“, — это вторая фаза развития сергианства». Журналист, критик РПЦ Михаил Ситников тогда же негативно отзывался о сотрудничестве Никодима со спецслужбами: «После митрополита Никодима Церковь рассматривалась не как возможный партнёр власти, а только в примитивно сервильном качестве. После неудачной „пробы пера“ с Никодимом, отказ государства от партнёрских отношений с Московской патриархией был настолько категоричным, что все попытки последующего руководства РПЦ МП переиграть ситуацию заново оставались и по сей день остаются обречёнными на неудачу».
В январе 2009 года «друг молодости» архимандрита Кирилла (Гундяева) Вадим Мельников (в начале 1970-х годов консул Представительства СССР в Женеве), вспоминая о приезде митрополита Никодима в Женеву, говорил: «Он приезжал туда в составе делегации. Кирилл предупредил его, что я консул, но имею отношение к спецслужбам. Я боялся этой встречи, знал, что Никодим с ненавистью относился к органам».
12 октября 2009 года в Санкт-Петербурге патриарх Кирилл возглавил памятные мероприятия по случаю 80-летия со дня рождения митрополита Никодима.
В январе 2018 года к 40-летию со дня кончины митрополита Никодима по инициативе русскоязычного прихода святителя Николая Чудотворца в Лимасоле улица, на которой расположен строящийся храм данной общины, была названа «улицей митрополита Никодима Ротова». Это первая в мире улица, названная в его честь.
15 октября 2024 года, в день 95-летия митрополита Никодима (Ротова), в Санкт-Петербургской духовной академии открылась посвященная его жизни и служению международная научная конференция «Личность в истории Церкви».

## Публикации
- Летопись церковной жизни: письма из Палестины (назначение нового начальника Миссии; встреча новой игуменьи) // Журнал Московской Патриархии. М., 1956. — № 7. — С. 25-26.
- Троицын день в Иерусалиме // Журнал Московской Патриархии. 1957. — № 7. — С. 14-17.
- Праздник в Горнем граде Иудове // Журнал Московской Патриархии. 1957. — № 9. — С. 10
- Поездка Патриарха Иерусалимского Венедикта по Палестине // Журнал Московской Патриархии. М., 1958. — № 11. — С. 56-58
- Несколько дней в Греции и на Св. Горе // Журнал Московской Патриархии. М., 1959. — № 7. — 65-68.
- Святейший Католикос-Патриарх всея Грузии Мелхиседек III. (Некролог) // Журнал Московской Патриархии. 1960. — № 2. — С. 62-66.
- Праздник Грузинской Церкви // Журнал Московской Патриархии. М., 1960. — № 4. — С. 61-65.
- Речь при наречении во епископа Подольского // Журнал Московской Патриархии. 1960. — № 8.
- Высокопреосвященному Архиепископу Тимофею [соболезнование в связи с кончиной Блаженнейшего Митрополита Макария, Предстоятеля Православной Церкви в Польше] // Журнал Московской Патриархии. М., 1961. — № 3. — C. 9.
- Мир — последование Христу. (Содоклад делегации Русской Православной Церкви на Всемирном общехристианском Конгрессе в Праге) // Журнал Московской Патриархии. 1961. — № 6.
- Русская Православная Церковь и Всемирный Совет Церквей. Доклад на Соборе епископов Русской Православной Церкви 18 июля 1961 года // Журнал Московской Патриархии. 1961. — № 8.
- Блаженнейшему Кир Макариосу, Президенту Кипрской Республики и Архиепископу всего Кипра [поздравление в связи с Днём Независимости Кипрской Республики] // Журнал Московской Патриархии. М., 1961. — № 9. — С. 3.
- Речь при вручении архиерейского жезла епископу Таллинскому и Эстонскому Алексию // Журнал Московской Патриархии. 1961. — № 10.
  - Слово при вручении архиерейского жезла новопоставленному епископу Алексию, 2 сентября 1961 года] // Журнал Московской Патриархии, 1994. — № 2. — С. 50-51
- Палестинские воспоминания // Журнал Московской Патриархии. 1961. — № 10. — С. 20-23.
- Приветствие на открытии Совещания [Православных Церквей] в Благовещенском кафедральном соборе на о. Родосе 24 сентября 1961 года // Журнал Московской Патриархии. М., 1961. № 11. — С. 10-12.
  - Allocution du chef de la délégation de l’Eglise orthodoxe russe à la Conférence panorthodoxe à Rhodes, 24 septembre 1961 // Вестник Русского Западно-Европейского Патриаршего Экзархата. М., 1961. — № 40. — С. 177—178.
- Заявление на Всеправославном Совещании [на о. Родосе] // Журнал Московской Патриархии. М., 1961. — № 11. — С. 12-25.
- Заключительное выступление на пленарном заседании Совещания [Православных Церквей на о. Родосе] 30 сентября 1961 года // Журнал Московской Патриархии. М., 1961. — № 11. — С. 29.
- Слово в день Рождества Христова // Журнал Московской Патриархии. 1962. — № 2. — С. 18-19.
- Президенту Всемирного Совета Церквей, Президенту Церкви Гессен-Нассау доктору пастору Мартину Нимеллеру [поздравление с 70-летием] // Журнал Московской Патриархии. М., 1962. — № 2. — С. 32.
- Блаженнейшему Хризостому, Архиепископу Афинскому и всея Эллады [поздравление с избранием на Архиепископский Афинский престол] // Журнал Московской Патриархии. М., 1962. — № 3. — С. 8-9.
- Слово в день Святой Пасхи // Журнал Московской Патриархии. М., 1962. — № 5. — С. 6-7.
- Время даётся нам для примирения // Журнал Московской Патриархии. М., 1962. — № 5. — С. 23-25.
  - «Christian Peace Conference», Prague, 1962. — № 1;
- Православное богословие и его отношение к проблематике Пражского христианского мирного движения (доклад на заседании Совещательного Комитета Пражской Христианской Мирной Конференции, Карловы Вары, май 1962 года) // Журнал Московской Патриархии. М., 1962. — № 6. — С. 36-42.
  - Православное богословие и его отношение к проблематике Пражского христианского мирного движения // Stimme der Orthodoxie. 1962. — № 7.
- Генеральному секретарю ВСЦ д-ру В. А. Виссерт-Хуфту [по поводу Карибского кризиса] // Журнал Московской Патриархии. М., 1962. — № 11. — С. 7
- Международное положение и задачи христианского движения в защиту мира // Журнал Московской Патриархии. 1962. — № 10. — С. 45-50.
- Das Gleichnis von den Weinbauern (Притча о виноградарях) // Stimme der Orthodoxie, 1962. — № 10.
- Знаменательный юбилей евангельского благовестия. Исполнительному комитету по проведению 150-летия возвещения Евангелия на Мадагаскаре [поздравительная телеграмма] // Журнал Московской Патриархии. М., 1968. — № 11. — C. 2.
- Президенту Национального Совета Церквей Христа в США г-ну Ирвину Миллеру [по поводу Карибского кризиса] // Журнал Московской Патриархии. М., 1962. — № 11. — С. 7.
- Rede auf dem Empfang für die Delegation des Nationalrates der Kirchen in USA. (Речь на приёме в честь делегации Национального Совета Церквей в США) // Stimme der Orthodoxie. 1962. — № 11—12.
- Мир и свобода (доклад на региональной конференции в Голландии) // Журнал Московской Патриархии. М., 1963. — № 1. — С. 39-44.
  - Stimme der Orthodoxie. 1963. — № 2.
- Рождественское обращение к братьям-христианам ФРГ // Журнал Московской Патриархии. М., 1963. — № 1. — C. 52.
- Rede vor der Ständigen Kommission «Frieden und Ökumene» (Речь в постоянной Комиссии «Мир и экумена») // Stimme der Orthodoxie, 1963. — № 6.
- Речь при вручении архиерейского жезла епископу Угличскому Варфоломею // Журнал Московской Патриархии. 1963. — № 7.
- К 1000-летию монашеского устройства Святой Горы Афон // Журнал Московской Патриархии. М., 1963. — № 10. — C. 50-53.
- Президенту Национального Совета Церквей Христа Соединённых Штатов Америки Ирвину Миллеру [соболезнование по поводу кончины Президента США Дж. Кеннеди] // Журнал Московской Патриархии. М., 1963. — № 12. — С. 6.
- Жизнь и деятельность Святейшего Патриарха Алексия (доклад на торжественном акте, посвящённом 50-летию епископского служения Святейшего Патриарха Алексия, 17 июля 1963 года) // Юбилейный выпуск Журнал Московской Патриархии, посвящённый 50-летию архиерейского служения Святейшего Патриарха Московского и всея Руси Алексия, 1963. — С. 66—75.
  - Stimme der Orthodoxie. 1963. — № 10
- Мирное служение Церквей в мире, который вступил на путь сосуществования // Журнал Московской Патриархии. М., 1964. — № 1. — C. 26-30.
- Доктору Хьюлетту Джонсону [поздравление с 90-летием] // Журнал Московской Патриархии. М., 1964. — № 2. — С. 10.
- Христианские храмы и богослужения во времена св. Иоанна Златоуста (по его творениям) // Журнал Московской Патриархии. 1964. — № 11. — C. 46—53; № 12. — C. 67—70; 1965. — № 2. — C. 77—79; № 3. — С. 71—75; № 4. — С. 70—76; № 5. — C. 65—73; № 6. — C. 53-61.
- Речь на приёме участников сессии Исполнительного комитета Всемирного Совета Церквей в Москве 9 февраля 1964 года // Журнал Московской Патриархии. М., 1964. — № 4. — С. 11-14.
  - Stimme der Orthodoxie. 1964. — № 4.
- Речь на приёме группы членов Исполнительного комитета Всемирного Совета Церквей в Ленинграде 18 февраля 1964 года // Журнал Московской Патриархии. М., 1964. — № 4. — С. 14-16.
- Президенту Христианской Мирной Конференции д-ру Иосифу Громадке [поздравление с 75-летием] // Журнал Московской Патриархии. М., 1964. — № 7. — С. 12.
- Слово, произнесённое в Николо-Богоявленском кафедральном соборе Ленинграда 4 мая 1964 года [пасхальная проповедь] // Журнал Московской Патриархии. М., 1964. — № 7. — С. 33-35.
- Речь при открытии II Всехристианского Мирного Конгресса (28 июня 1964 года) // Журнал Московской Патриархии. М., 1964. — № 8. — С. 42-44.
  - «All-Christian Peace Assembly», Prague, 1964.
- Слово в день Святой Троицы, произнесённое в Троицком соборе б. Александро-Невской Лавры Ленинграда 21 июня 1964 года // Журнал Московской Патриархии. М., 1964. — № 9. — С. 17-20.
- Речь на XI съезде Христианско-Демократического Союза Германии // Журнал Московской Патриархии. М., 1964. — № 11. — С. 28-29.
- Проповедь в Неделю 22-ю по Пятидесятнице, произнесённая в соборе г. Ковентри (Англия) [Помощь Спасителя в нашей жизни] // Журнал Московской Патриархии. М., 1965. — № 1. — С. 41-43
- Речь на открытии III Всеправославного Совещания на о. Родос // Журнал Московской Патриархии. 1965. — № 2.
- Выступление на III Всеправославном Совещании на о. Родос // Журнал Московской Патриархии. 1965. — № 2.
- Доклад на торжественном собрании в честь 20-летия пребывания на первосвятительском посту Святейшего Патриарха Алексия // Журнал Московской Патриархии. М., 1965. — № 3. — C. 11-16.
- Выступление по московскому радио 10 февраля 1965 года по поводу намерения правительства ФРГ прекратить судебное преследование военных преступников // Журнал Московской Патриархии. М., 1965. — № 3. — C. 53-55
- Проповедь на праздник Сретения Господня (произнесена в Николо-Богоявленском соборе Ленинграда) // Журнал Московской Патриархии. М., 1965. — № 3. — С. 43-45.
- Речь на торжественном заседании Рабочего комитета Христианской Мирной Конференции в Софии 3 марта 1965 года // Журнал Московской Патриархии. М., 1965. — № 4. — С. 57-59.
- Речь при вручении архиерейского жезла епископу Рязанскому и Касимовскому Борису // Журнал Московской Патриархии. 1965. — № 4.
- Речь на обеде в честь участников Богословской комиссии ХМК 7 апреля 1965 года // Журнал Московской Патриархии. 1965. — № 5.
- Речь при открытии заседания Богословской комиссии Христианской Мирной Конференции (Ленинград, 8 апреля 1965 года) // Журнал Московской Патриархии. М., 1965. — № 5. — C. 38-42
- День Победы и защита мира (мысли священнослужителя Русской Православной Церкви по поводу 20-летия со дня Победы над фашистской Германией) // Журнал Московской Патриархии. М., 1965. № 6. — C. 30-33.
- Речь на приёме в честь участников заседания Богословской комиссии Христианской Мирной Конференции 11 апреля 1965 года // Журнал Московской Патриархии. М., 1965. — № 7. — С. 28-29.
- Памяти магистра пражского Яна Гуса (к 550-летию со дня кончины) // Журнал Московской Патриархии. М., 1965. — № 8. — C. 53-55.
- Речь при вручении архиерейского жезла епископу Вологодскому и Великоустюжскому Мелхиседеку // Журнал Московской Патриархии. 1965. — № 8.
- Размышления над книгами Премудрого [о книге Притчей Соломоновых] // Журнал Московской Патриархии. М., 1965. — № 9. — C. 34-38.
- Слово на Преображение Господне, произнесённое в Спасо-Преображенском соборе Ленинграда 19 августа 1965 года // Журнал Московской Патриархии. М., 1965. — № 10. — С. 23-26.
- Речь на пленарном заседании Совещательного комитета продолжения работ Христианской Мирной Конференции (Будапешт, 14 октября 1965 года) // Журнал Московской Патриархии. М., 1965. — № 11. — C. 32-35.
  - Stimme der Orthodoxie. 1965. — № 2.
- О путях к общехристианскому единству (доклад на богословском факультете Хельсинкского университета) // Журнал Московской Патриархии. М., 1965. — № 11. — C. 40-46.
- Речь при вручении архиерейского жезла епископу Тихвинскому Филарету // Журнал Московской Патриархии. 1965. — № 12.
- Проповедь в Успенском храме г. Будапешта в воскресенье 17 октября 1965 года // Журнал Московской Патриархии. М., 1965. — № 12. — С. 40-42
  - Stimme der Orthodoxie. 1966. — № 1.
- Св. Киприан Карфагенский о Церкви // Журнал Московской Патриархии. М., 1966. — № 1. — С. 70-75.
- Речь при вручении жезла епископу Зарайскому Ювеналию // Журнал Московской Патриархии. 1966. — № 2.
- Слово, сказанное в кафедральном соборе г. Куопио (Финляндия) за вечерней 22 сентября 1965 г. // Журнал Московской Патриархии. М., 1966. — № 2. — С. 36-39.
- Телеграмма д-ру Вильяму А. Виссерт-Хуфту [по случаю ухода его с поста генерального секретаря Всемирного Совета Церквей] // Журнал Московской Патриархии. М., 1966. — № 3. — C. 6.
- Телеграмма д-ру Юджину К. Блейку [по случаю избрания его на пост генерального секретаря Всемирного Совета Церквей] // Журнал Московской Патриархии. М., 1966. — № 3. — C. 7.
- Слово, сказанное во вторую Неделю Великого поста в Троицком соборе б. Александро-Невской Лавры Ленинграда // Журнал Московской Патриархии. М., 1966. — № 4. — C. 23-25.
- Predigt zum Fest der heiligen Ostern (Слово на праздник Святой Пасхи) // Stimme der Orthodoxie, 1966. — № 4.
- Слово, сказанное в канун праздника Благовещения в московском храме свв. апп. Петра и Павла, что в Лефортове // Журнал Московской Патриархии. М., 1966. — № 5. — С. 27-30.
- Его Святейшеству Патриарху Афинагору [поздравление с 80-летием] // Журнал Московской Патриархии. М., 1966. — № 7. — С. 6.
- Речь на торжественном открытии и освящении православного госпиталя во имя св. влкмч. Георгия Победоносца в Бейруте // Журнал Московской Патриархии. М., 1966. — № 8. — С. 2-4.
- Речь при открытии заседаний Комиссии ХМК по изучению проблем экономики и развивающихся стран в Троице-Сергиевой Лавре 5 июля 1966 года // Журнал Московской Патриархии. М., 1966. — № 8. С. — 31-34.
- Речь на приёме по случаю окончания заседаний Международной Комиссии Христианской Мирной Конференции по изучению проблем экономики и развивающихся стран 8 июля 1966 года // Журнал Московской Патриархии. М., 1966. — № 8. — С. 34-36.
- Диалог с римокатоликами о современной христианской социальной мысли. Доклад на пленуме Конференции «Церковь и общество» // Журнал Московской Патриархии. М., 1966. — № 9. — C. 70-75.
- Речь на приёме по случаю окончания заседаний Рабочего комитета Комиссии ВСЦ «Вера и устройство» 31 августа 1966 года // Журнал Московской Патриархии. М., 1966. — № 10. — С. 37-38.
- Речь на [торжественном] акте в Ленинградской духовной академии в день праздника св. ап. и ев. Иоанна Богослова 9 октября 1966 года // Журнал Московской Патриархии. М., 1966. — № 12. — С. 30-33.
  - «Stimme»; 1966. — № 12.
- Речь на пленарном заседании Совещательного комитета Христианской Мирной Конференции в Софии 18 октября 1966 года // Журнал Московской Патриархии. М., 1966. — № 12. — С. 50-51.
  - Stimme der Orthodoxie. 1967. — № 1.
- Речь на приёме, данном Святейшим Патриархом Кириллом и Святейшим Синодом Болгарской Церкви в честь участников сессии Совещательного комитета продолжения работы ХМК 22 октября 1966 года // Журнал Московской Патриархии. М., 1966. — № 12. — С. 52-53.
- Речь при вручении архиерейского жезла епископу Тихвинскому Михаилу // Журнал Московской Патриархии. 1967. — № 1.
- Речь на III Съезде мирного движения католического духовенства Чехословакии 24 ноября 1966 года // Журнал Московской Патриархии. М., 1967. — № 1. — С. 47-49.
- Важная веха в экуменизме (из доклада Святейшему Патриарху Алексию и Священному Синоду о Всемирной Конференции «Церковь и общество») // Журнал Московской Патриархии. М., 1967. — № 2. — C. 1-7.
- Речь при вручении архиерейского жезла епископу Подольскому Гермогену // Журнал Московской Патриархии. 1967. — № 2.
- Речь на II Всесоюзной Конференции Союза советских обществ дружбы и культурной связи с зарубежными странами 25 января 1967 года // Журнал Московской Патриархии. М., 1967. — № 3. — C. 44-45.
- Речь на открытии собеседования богословов Русской Православной Церкви и Евангелической Церкви ФРГ («Арнольдсхайн-III») 3 марта 1967 года // Журнал Московской Патриархии. М., 1967. — № 4. — С. 39-42.
  - Stimme der Orthodoxie, 1967. — № 5.
- Речь на приёме в Отделе внешних церковных сношений Евангелической Церкви Германии (Франкфурт-на-Майне, 5 марта 1967 года) // Журнал Московской Патриархии. М., 1967. — № 4. — С. 43-44.
  - Stimme der Orthodoxie, 1967. — № 5.
- Некоторые материалы для изъяснения текста «Вы уже очищены через слово, которое Я проповедал вам» (Ин. 15, 3) (доклад, прочитанный 6 марта 1967 года на «Арнольдсхайн-III») // Журнал Московской Патриархии. М., 1967. — № 4. — C. 44-49.
  - Некоторые материалы для изъяснения текста «Вы уже очищены через слово, которое Я проповедал вам» (Ин. 15,3). // Богословские труды, 1971. — сб. 6. — С.151-154
- Приветствие клиру и пастве Покровской и Никольской православных общин г. Хельсинки // Журнал Московской Патриархии. 1967. — № 5. — С. 7.
- Речь на приёме в честь Святейшего Кирилла, Патриарха Болгарского 8 июня 1967 г. // Журнал Московской Патриархии. М., 1967. — № 7. — С. 8-11.
- Приветственное слово, произнесённое в Никозии // Журнал Московской Патриархии. 1967. — № 7.
- Речь на приёме у Архиепископа Кипрского Макария // Журнал Московской Патриархии. 1967. — № 8.
- Приветственное слово, произнесённое в храме Благовещения — Фанеромени в Никозии по окончании литургии в воскресенье 21 мая 1967 года // Журнал Московской Патриархии. М., 1967. — № 8. — С. 17-18.
- Речь на приёме у Блаженнейшего Архиепископа Кипрского Макария, Президента Республики Кипр, в президентском дворце на обеде 22 мая 1967 года // Журнал Московской Патриархии. М., 1967. № 8. — С. 18-19.
- Приветственное слово, произнесённое в соборе г. Пафоса по окончании литургии в воскресенье 28 мая 1967 года // Журнал Московской Патриархии. М., 1967. — № 8. — С. 19-21.
- Речь на приёме у митрополита Пафского Геннадия на обеде 28 мая 1967 года // Журнал Московской Патриархии. М., 1967. — № 8. — С. 21-22.
- Речь на приёме у Блаженнейшего Архиепископа Кипрского Макария, Президента Республики Кипр, в президентском дворце на обеде 30 мая 1967 года // Журнал Московской Патриархии. М., 1967. — № 8. — С. 23-24.
- Речь при открытии заседания Рабочего комитета Христианской Мирной Конференции в Троице-Сергиевой Лавре 2 июля 1967 года // Журнал Московской Патриархии. М., 1967. — № 8. — С. 49-51.
- Речь на приёме по окончании сессии Рабочего комитета Христианской Мирной Конференции 5 июля 1967 года // Журнал Московской Патриархии. М., 1967. — № 8. — С. 51-52.
- Проповедь в Успенском соборе Троице-Сергиевой Лавры в воскресенье 2 июля 1967 года // Журнал Московской Патриархии. М., 1967. — № 11. — С. 35-37.
- Его Святейшеству Папе Павлу VI [поздравление с 70-летием] // Журнал Московской Патриархии. М., 1967. — № 11. — С. 11.
- Речь на акте в Ленинградской Духовной Академии и семинарии в день памяти св. апостола и евангелиста Иоанна Богослова // Журнал Московской Патриархии. 1967. — № 12.
- Речь на юбилейной сессии Советского комитета защиты мира в Ленинграде // Журнал Московской Патриархии. 1967. — № 12;
  - «Stimme der Orthodoxie», 1968. — № 1.
- Речь при вручении архиерейского жезла епископу Смоленскому и Вяземскому Гедеону // Журнал Московской Патриархии. 1967. — № 12.
- Приветствие на торжественном богослужении в дворцовой церкви г. Виттенберга, ГДР, 31 октября 1967 года по случаю 450-летия Реформации // Журнал Московской Патриархии. 1968. — № 1.
- Речь на торжественном приёме в Виттенберге по случаю 450-летия Реформации // Журнал Московской Патриархии. 1968. — № 1.
- Речь при вручении архиерейского жезла епископу Токийскому и Японскому Николаю // Журнал Московской Патриархии. 1968. — № 2.
- Слово после вечерни в Прощёное воскресенье (12 марта 1967 года) // Журнал Московской Патриархии. М., 1968. — № 3. — С. 20-22.
- Речь при посещении центра служения братьев, США // Журнал Московской Патриархии. 1968. — № 3.
- Речь на официальном приёме в штаб-квартире Церкви братьев, США // Журнал Московской Патриархии. 1968. — № 3.
- Речь на специальном собрании в Вифанской богословской семинарии // Журнал Московской Патриархии. 1968. — № 3.
- Речь на открытии консультации Комиссии «Вера и церковное устройство» 17 марта 1968 года // Журнал Московской Патриархии. 1968. — № 4.
- Блаженнейшему Макарию, Президенту Республики Кипр [поздравление в связи с переизбранием] // Журнал Московской Патриархии. М., 1968. — № 5. — C. 4.
- Слово за Божественной литургией 28 января 1968 года // Журнал Московской Патриархии. 1968. — № 6.
- Заявление на Всеправославном Совещании в Женеве // «One Church», 1968. — № 6.
- Речь на Всеправославном Совещании в Женеве // Журнал Московской Патриархии. 1968. — № 7.
- Речь при закрытии III Всехристианского Мирного Конгресса // Журнал Московской Патриархии. 1968. — № 9.
- Русская Православная Церковь и экуменическое движение. Доклад в конференц-зале Упсальского университета // Журнал Московской Патриархии. 1968. — № 9;
  - Stimme der Orthodoxie, 1968. — № 10;
  - «Вестник», 1968. — № 62—63;
  - «One Church», 1968. — № 6.
- Слово за богослужением на пленарном собрании участников IV Генеральной Ассамблеи ВЦС // Журнал Московской Патриархии. 1968. — № 9
  - Stimme der Orthodoxie. 1968. — № 10.
- Приветствие д-ру С. Л. Боуману // Журнал Московской Патриархии. 1968. — № 12.
- О задачах современного богословия // Журнал Московской Патриархии. 1968. — № 12
  - Stimme der Orthodoxie. 1969. — № 2.
- Речь при вручении архиерейского жезла епископу Корсунскому Петру // Журнал Московской Патриархии. 1968. — № 12
  - «Вестник», 1968. — № 64.
- Доклад на торжественном юбилейном заседании в МДА 28 мая 1968 года [50-летие восстановления патриаршества в Русской Православной Церкви] // Журнал Московской Патриархии. 1968. — Специальный выпуск: «50-летие восстановления патриаршества». — С. 19-34.
  - Stimme der Orthodoxie. 1968. — № 7.
- Его Высокопреподобию архимандриту Григорию Маниатопулосу, представителю Синайской Архиепископии [соболезнование со связи с кончиной Блаженнейшего Порфирия III, Архиепископа Синайского и Раифского] // Журнал Московской Патриархии. М., 1969. — № 1. — C. 2.
- Приветствие приходу Успенского кафедрального собора в Хельсинки к столетнему юбилею освящения собора // Журнал Московской Патриархии. 1969. — № 1.
- Слово на юбилейном акте Союза православных студентов Финляндии // Журнал Московской Патриархии. 1969. — № 1.
- Слово, произнесённое в Николо-Богоявленском соборе // Журнал Московской Патриархии. 1969. — № 2.
- Речь на Совещании по вопросу проведения Конференции последователей всех религий в СССР за сотрудничество и мир между народами 21 декабря 1968 года // Журнал Московской Патриархии. 1969. — № 2
  - сборник «За сотрудничество и мир между народами. Конференция последователей всех религий в СССР». М., 1969.
- Кардинал Августин Беа // Журнал Московской Патриархии. 1969. — № 2.
- Слово при вручении архиерейского жезла епископу Тихвинскому Герману // Журнал Московской Патриархии. 1969. — № 2.
- Проповедь, произнесённая в церкви Учеников Христа (г. Талса, США) // Журнал Московской Патриархии. 1969. — № 4
  - Stimme der Orthodoxie. 1969. — № 7.
- Слово при вручении архиерейского жезла епископу Сан-Францисскому Марку // Журнал Московской Патриархии. 1969. — № 5.
- В заоблачной стране — Чили // Журнал Московской Патриархии. М., 1969. — № 5. — С. 18-21.
- Приветствие Генеральному Правлению Национального Совета Церквей Христа в г. Мемфисе (США) 22 января 1969 года // Журнал Московской Патриархии. М., 1969. — № 5. — С. 49-50.
- На Упсальской Ассамблее Всемирного Совета Церквей // Журнал Московской Патриархии. 1969. — № 5—6.
- Слово на Пасху // Журнал Московской Патриархии. 1969. — № 6.
- Апостолам равные // Журнал Московской Патриархии. 1969. — № 6.
- Великое дело святых братьев // Журнал Московской Патриархии. 1969. — № 6.
- Миссионерское дело святого Кирилла среди хозар // Журнал Московской Патриархии. 1969. — № 7.
- Rede vor der Festversammiung in Sofia (Речь на праздничном собрании в честь св. равноапостольного Кирилла в Софии) // Stimme der Orthodoxie, 1969. — № 7.
- Доклад на Конференции представителей всех религий в СССР за сотрудничество и мир между народами 1 июля 1969 года // Журнал Московской Патриархии. 1969. — № 8
  - Stimme der Orthodoxie. 1969. — № 8—9.
- Послание братии Пантелеймоновского монастыря на Афоне 6 августа 1969 года // Журнал Московской Патриархии. 1969. — № 11. — С. 2-4.
  - Stimme der Orthodoxie. 1970. — № 1.
- Речь при открытии собеседований в Ленинградской Духовной Академии 12 сентября 1969 года // Журнал Московской Патриархии. 1969. — № 11.
- Сотрудничество крещёных и нехристиан в совместном служении благу человечества. Доклад к IV богословским собеседованиям между представителями Евангелическо-лютеранской и Русской Православной Церквей // Журнал Московской Патриархии. 1970. — № 3. — С. 74-79.
  - Сотрудничество крещённых и нехристиан в совместном служении благу человечества // Богословские труды. 1973. — Сб. 10. — C. 156—159.
- Ответы на вопросы редактора журнала «Христианская Мирная Конференция» д-ра Иржи Свободы. // Журнал Московской Патриархии. 1971. — № 3. — С. 36-37.
- Ответы на вопросы редактора журнала «Христианская Мирная Конференция» д-ра Иржи Свободы. // Журнал Московской Патриархии. 1970. — № 4. — С. 47.
- К вопросу о сближении Халкидонского и нехалкидонского богословия в их восприятии святоотеческой христологической доктрины: (Речь при встрече с профессорами и студентами богословского колледжа в Аддис-Абебе 5 нояб. 1969 года). // Журнал Московской Патриархии. 1970. — № 4. — С. 55-60.
  - «Вестник», 1970. — № 70—71.
- Ответы на вопросы корреспондента итальянской газеты «Коррьере делла сера» г-на Пьетро Сормани // Журнал Московской Патриархии. 1970. — № 5. — С. 25-26.
- Иоанн XXIII, Папа Римский. // Журнал Московской Патриархии. 1970. — № 7. — С. 71-74.
- Вступительное слово на консультации ХМК по европейской безопасности // Журнал Московской Патриархии. 1971. — № 8.
- Zur Aufhebung des Kirchenbannes uber die Altglaubigen (К снятию церковных прещений на старообрядцев) // Stimme der Orthodoxie, 1971. — № 8.
- Речь при вручении золотой медали имени Отто Нушке председателем ХДС ГДР г-м Геттингом 26 июля 1970 года // Журнал Московской Патриархии. 1970. — № 8. — С. 42-43.
- Речь при вручении архиерейского жезла епископу Уманскому Макарию // Журнал Московской Патриархии. 1970. — № 8. — С. 11-15.
- Речь при вручении архиерейского жезла епископу Тихвинскому Мелитону // Журнал Московской Патриархии. 1970. — № 9. — С. 22-26.
  - Stimme der Orthodoxie. 1970. — № 12.
- Приветственная телеграмма игумену Русского Пантелеимоновского монастыря на Святой Горе Афон архимандриту Илиану // Журнал Московской Патриархии. М., 1970. — № 10. — C. 3.
- Его Высокопреосвященству Местоблюстителю Антиохийского Патриаршего Престола Митрополиту Алеппскому Илии [соболезнование в связи с кончиной Предстоятеля Антиохийской Церкви] // Журнал Московской Патриархии. М., 1970. — № 11. — C. 3.
- Речь на заседании рабочего комитета ХМК в Будапеште 29 сент. — 1 окт. 1970 г.). // Журнал Московской Патриархии. 1970. — № 11. — С. 27-31.
- Речь на годичном акте в Ленинградской Духовной Академии // Журнал Московской Патриархии. 1970. — № 12.
- Перспективы ХМК. Речь на заседании Рабочей группы в Будапеште 29 сентября 1970 года // «СРС», 1970. — № 32—33
  - Stimme der Orthodoxie. 1971. — № 2.
- В неделю 19-ю по Пятидесятнице. (Проповедь произнесена в евангелическом храме посёлка Нидер-Оли, близ г. Майнца, ФРГ, 25 окт. 1970 г.). // Журнал Московской Патриархии. 1971. — № 1. — С. 35-37.
- Выступление на заседании региональной группы ХМК в г. Майнце, ФРГ, 23 окт. 1970 г. (Реферат «Сосуществование и конвергенция»). // Журнал Московской Патриархии. 1971. — № 1. — С. 40-42; № 2. — С. 44-46.
- Сосуществование или конвергенция? // Журнал Московской Патриархии. 1971. — № 2
  - Stimme der Orthodoxie. 1971. — № 2.
- Доклад на консультации ХМК с римско-католическими деятелями. // Журнал Московской Патриархии. 1971. — № 3. — С. 37-42.
  - Stimme der Orthodoxie. 1971. — № 4;
  - специальный выпуск «СРС», 1971.
- Четверть века на Патриаршем престоле (к годовщине со дня кончины Святейшего Патриарха Алексия) // Журнал Московской Патриархии. М., 1971. — № 4. — С. 15-18.
- Слово, произнесённое после вечерни в Николо-Богоявленском кафедральном соборе Ленинграда 7 янв. 1971 года. // Журнал Московской Патриархии. 1971. — № 4. — С. 36-39.
- Слово на Пасху. (Произнесено в Николо-Богоявленском каф. соборе в Ленинграде за пасхальной вечерней 20 апр. 1971 года) // Журнал Московской Патриархии. 1971. — № 5. — С. 26-30.
- Экуменическая деятельность Русской Православной Церкви. (Содоклад на Поместном Соборе 31 мая 1971 г.). // Журнал Московской Патриархии. 1971. — № 7. — С. 27-44.
  - Доклад «Экуменическая деятельность Русской Православной Церкви» // Сборник «Поместный Собор Русской Православной Церкви 30 мая-2 июня 1971 г., документы, материалы, хроника». М., 1972.
- Об отмене клятв на старые обряды. (Доклад на Поместном Соборе РПЦ 31 мая 1971 г.). // Журнал Московской Патриархии. 1971. — № 7. — С. 63-73.
- Речь [на Архиерейском Совещании в Новодевичьем монастыре в Москве 28 мая 1971 года] // Журнал Московской Патриархии. М., 1971. — № 8. — C. 22-24.
- Приветствие почётным гостям Поместного Собора [30 мая 1971 года] // Журнал Московской Патриархии. М., 1971. — № 8. — C. 34-36.
- Вступительное слово на открытии заседания руководителей пяти рабочих групп IV Всехристианского Мирного Конгресса, посвящённого его подготовке 22 апр. 1971 г.). // Журнал Московской Патриархии. 1971. — № 8. — С. 61-63.
  - Stimme der Orthodoxie. 1971. — № 7.
  - Доклад «Об отмене клятв на старые обряды» // Сборник «Поместный Собор Русской Православной Церкви 30 мая — 2 июня 1971 года». 1972
- Вступительное слово на открытии консультации ХМК по европейской безопасности в Варшаве 11 июня 1971 г. // Журнал Московской Патриархии. 1971. — № 8. — С. 63-65.
- Вступительное слово на открытии IV Всехристианского Мирного Конгресса 30 сентября 1971 года // Журнал Московской Патриархии. 1971. — № 11. — С. 54-55.
  - «СРС», 1971. — № 35, и в сборнике «Fourth All-Christian Peace Assembly». Prague, 1971.
- Заключительное слово на IV Всехристианском Мирном Конгрессе 3 окт. 1971 года. // Журнал Московской Патриархии. 1971. — № 11. — С. 55-56.
- Известительное послание главам старообрядческих церквей и общин. // Журнал Московской Патриархии. 1971. — № 12. — С. 8-9.
- Ответы на вопросы редактора журнала «Христианская мирная конференция» д-ра Иржи Свободы. // Журнал Московской Патриархии. 1971. — № 12. — С. 48.
- Христианская ответственность за лучший мир (Основной доклад на IV ВМК 30 сент. 1971 года). // Журнал Московской Патриархии. 1972. — № 1. — С. 40-47; № 2. — С. 33-40.
  - «Духовна култура», 1972. — № 1—2;
  - «СРС», 1971. — № 36
  - Stimme der Orthodoxie. 1971. — № 12; 1972. — № 1—2;
  - «One Church», 1972. — № 2—3;
  - сборник «Fourth All-Christian Peace Assembly». Prague, 1971.
- К 80-летию пастора д-ра Мартина Нимёллера // Журнал Московской Патриархии. 1972. — № 1. — С. 47-48.
  - Stimme der Orthodoxie. 1972. — № 3.
- Приветственное слово на приёме, устроенном Св. Синодом Элладской Церкви в честь гостей, прибывших на празднование 150-летия освобождения Греции. (Произнесена 3 мая 1971 года). // Журнал Московской Патриархии. 1972. — № 1. — С. 49-50.
- Речь при открытии II богословского собеседования представителей Русской Православной Церкви и Евангелическо-лютеранской церкви Финляндии // Журнал Московской Патриархии. 1972. — № 2. — С. 49—53.
- Речь на открытии заседания Рабочего Комитета ХМК в Нью-Дели 9 марта 1972 г. // Журнал Московской Патриархии. 1972. — № 5. — С. 44-47.
  - «СРС», 1972. — № 38.
- Речь при вручении архиерейского жезла епископу Зарайскому Хризостому // Журнал Московской Патриархии. 1972. — № 6. — С. 16-19.
- Выступление на Ассамблее общественных сил за безопасность и сотрудничество в Европе. (Брюссель, 2-5 июня 1972 года). // Журнал Московской Патриархии. 1972. — № 8. — С. 45-46.
  - «СРС», 1972. — № 39.
- Приветственная речь участникам заседания Богословской комиссии ХМК (12-14 сент. 1972 года). // Журнал Московской Патриархии. 1972. — № 10. — С. 43-45.
- Речь на открытии заседания Рабочего комитета ХМК в Эспю // Журнал Московской Патриархии. 1972. — № 11.
- Предание и современность. (Речь при открытии православно-реформатского собеседования в Дебреценской (Венгрия) реформатской богословской академии 18 сент. 1972 года). // Журнал Московской Патриархии. 1972. — № 12. — С. 54-59.
  - Stimme der Orthodoxie. 1973. — № 1.
- Молитва по окончании заседания Рабочего комитета ХМК в Хельсинки. // «СРС», 1972. — № 40.
  - Stimme der Orthodoxie. 1971. — № 9—11.
- Речь на Предсоборном Совещании // Сборник «Поместный Собор Русской Православной Церкви 30 мая — 2 июня 1971 года».
- Приветствие почётным гостям Поместного Собора. // Сборник «Поместный Собор Русской Православной Церкви 30 мая-2 июня 1971 г., документы, материалы, хроника». М., 1972.
- Слово при вручении Патриаршего куколя Святейшему Патриарху Пимену // Сборник «Поместный Собор Русской Православной Церкви 30 мая-2 июня 1971 г., документы, материалы, хроника». М., 1972.
- Слово при вручении Патриаршего жезла Святейшему Патриарху Пимену. // Сборник «Поместный Собор Русской Православной Церкви 30 мая-2 июня 1971 г., документы, материалы, хроника». М., 1972.
- Приветственное послание участникам Международного Мирного семинара ХМК по вопросам европейской безопасности (3 ноября 1972 года). // Журнал Московской Патриархии. 1973. — № 1. — С. 42-43.
- Слово, произнесённое в Троицком Соборе Ленинграда после вечерни 9 янв. 1973 года. // Журнал Московской Патриархии. 1973. — № 3. — С. 33-36.
- Predigt zum Sonntag der Vergebung (Слово в Прощёное воскресенье) // Stimme der Orthodoxie, 1973. — № 3.
- Речь на первом заседании Рабочего комитета ХМК 20 марта 1973 года. // Журнал Московской Патриархии. 1973. — № 5. — С. 36-40.
- Доклад на открытии заседания Комитета по продолжению работ ХМК 25 мая 1973 года // Журнал Московской Патриархии. 1973. — № 8. — С. 32-38.
  - «СРС», 1973. — № 42.
- Речь при открытии собеседования между представителями Русской Православной и Римско-Католической Церквей 4 июня 1973 года. // Журнал Московской Патриархии. 1973. — № 8. — С. 56-58.
- Обращение к участникам заседания Рабочего комитета ХМК в Седар-Глене (Канада) 21 сент. 1973 года. // Журнал Московской Патриархии. 1973. — № 11. — С. 49-50.
- Крест и Воскресение в православном богослужении. Доклад на богословских собеседованиях «Арнольдсхайн-V» // Журнал Московской Патриархии. 1974. — № 5. — С. 53-59.
- Послание участникам сессии Рабочего комитета ХМК в Праге (11 марта 1974 года) // Журнал Московской Патриархии. 1974. — № 6. — С. 44.
- Святая Евхаристия — таинство жизни Церкви. (Евхаристия и экклезиология). Доклад в Хельсинкском университете 9 мая 1974 года. // Журнал Московской Патриархии. 1974. — № 8. — С. 23-29.
- Слово в день патриаршего тезоименитства (9 сент. 1974 г.) // Журнал Московской Патриархии. 1974. — № 11. — С. 9-10.
- Послание архипастырям, пастырям и чадам РПЦ, находящимся в общении с Московским Патриаршим престолом, и всем православным русским людям, пребывающим на территории Западной Германии // Журнал Московской Патриархии. 1975. — № 3. — С. 10-12.
- Вступительное слово к богословской консультации в Западном Берлине // Журнал Московской Патриархии. 1975. — № 4.
- Приветствие участникам заседания Молодёжной комиссии ХМК. // Журнал Московской Патриархии. 1975. — № 5. — С. 48.
- Заключительное слово и молитва на сессии КОПР’а ХМК // «СРС», 1975. — № 50—51.
- Слово при вручении архиерейского жезла епископу Ставропольскому и Бакинскому Антонию // Журнал Московской Патриархии. М., 1975. — № 11. — C. 16-19.
- Св. Климент Охридский в русской литературе. (Доклад, прочитанный в Софийской дух. академии 25 нояб. 1974 г.). // Журнал Московской Патриархии. 1975. — № 2. — С. 14-17.
- Послание Патриаршего Экзарха Западной Европы митрополита Ленинградского и Новгородского Никодима // Журнал Московской Патриархии. 1975. — № 3
  - «Вестник», 1975. — № 89—90.
- Вступительное слово к богословской консультации в Западном Берлине // Журнал Московской Патриархии. 1975. — № 4
  - «СРС», 1975. — № 48
  - Stimme der Orthodoxie. 1975. — № 3.
- Приветствие участникам заседания Молодёжной комиссии ХМК // Журнал Московской Патриархии. 1975. — № 5.
- Иисус Христос освобождает и объединяет // Журнал Московской Патриархии. 1975. — № 5.
- Слово на подготовительной встрече представителей ВСЦ и делегатов христианских Церквей из СССР // Журнал Московской Патриархии. 1975. — № 6.
- Слово при открытии сессии Рабочего комитета ХМК в Софии. // Журнал Московской Патриархии. 1975. — № 6. — С. 34-36.
  - «СРС», 1975. — № 49.
- Слово, сказанное на подготовительной встрече представителей ВСЦ и делегатов христианских Церквей из СССР, 21 апр. 1975 года. // Журнал Московской Патриархии. 1975. — № 7. — С. 39-40.
- Изменяющийся мир (Информация и анализ богословских и пастырских направлений в Церкви после встречи в Загорске в 1973 году. — Доклад прочитан на IV собеседовании богословов Московского Патриархата и Римско-Католической Церкви в Тренто 24 июня 1975 года) // Журнал Московской Патриархии. 1975. — № 10. — С. 56-60.
- Речь при вручении архипастырского жезла епископу Ставропольскому и Бакинскому Антонию // Журнал Московской Патриархии. 1975. — № 11. — С. 16-19.
- Заключительное слово и молитва на сессии Комитета продолжения работ ХМК в Шиофоке // Журнал Московской Патриархии. 1975. — № 12. — С. 45-46.
- Благословенный юбилей // Богословские труды. — 1975. — № 13. — С. 5-7
- La liberte de conscience en U. R. S. S. (Свобода совести в СССР) // «Lesnouvelles de Moscou» («Московские новости», на французском), 1976. — № 5 (1535).
- Речь при вручении архиерейского жезла епископу Ювеналию (Тарасову) 16 нояб. 1975 года. // Журнал Московской Патриархии. 1976. — № 2. — С. 8-11.
- Речь при вручении архиерейского жезла епископу Воронежскому и Липецкому Ювеналию // Журнал Московской Патриархии. 1976. — № 2.
- Слово при открытии заседаний Рабочего комитета ХМК в Нью-Виндзоре // «СРС», 1976. — № 53.
- Слово при открытии заседаний Рабочего комитета в Бад-Саарове, ГДР // «СРС», 1976. — № 54—55.
- Слово после вечерни в Троицком соборе в Ленинграде 9 января 1976 года // Журнал Московской Патриархии. 1976. — № 4. — С. 41-44.
- Воплощение и ответственность христианина // «One Church», 1976. — № 6.
- Речь при вручении архиерейского жезла епископу Кириллу (Гундяеву) 14 марта 1976 года // Журнал Московской Патриархии. 1976. — № 6. — С. 8-12.
  - Stimme der Orthodoxie. 1976. — № 8.
- The Incarnation and the responsibility of the Christian (Воплощение и ответственность христианина) // «One Church», 1976. — № 6.
- Слово, произнесённое после вечерни 27 апреля 1976 года, на третий день св. Пасхи, в Троицком соборе Александро-Невской Лавры // Журнал Московской Патриархии. 1976. — № 7. — С. 35.
- Речь при открытии заседания Рабочего комитета ХМК в Бад-Саарове в октября 1976 г. // Журнал Московской Патриархии. 1976. — № 12. — С. 46-48.
- Обращение ХМК к Церквам-членам, региональным комитетам и членам Христианской Мирной Конференции // Журнал Московской Патриархии. М., 1976. — № 12. — С. 49.
- Слово при открытии православно-реформатских собеседований в Ленинграде 20-24 окт. 1976 г. //Журнал Московской Патриархии. 1977. — № 1. — С. 63.
- 30-летие со времени возрождения Ленинградских духовных академии и семинарии. — Слово, посвящённое 30-летию ЛДА, оглашённое на торжественном акте 9 окт. 1976 г. в ЛДА. //Журнал Московской Патриархии. 1977. — № 3. — С. 10-15.
- Послание Генеральному секретарю ООН (17 дек. 1976 г.) // Журнал Московской Патриархии. 1977. — № 3. — С. 33.
- Обращение ко всем Церквам и группам — членам ХМК и сотрудничающим с ХМК экуменическим органам, учреждениям и организациям // Журнал Московской Патриархии. 1977. — № 4. — С. 34.
- Приветствие клиру и пастве Покровской и Никольской общин в Финляндии по случаю их пятидесятилетнего юбилея // Журнал Московской Патриархии. 1977. — № 6. — С. 6.
- Обращение к участникам заседания Рабочего комитета ХМК в Лимуру (Кения, 22-23 апр. 1977 г.). // Журнал Московской Патриархии. 1977. — № 6. — С. 30.
- Послание членам Рабочего комитета ХМК (18 апр. 1977 г.) // Журнал Московской Патриархии. 1977. — № 7. — С. 40.
- Слово при вручении архиерейского жезла епископу Архангельскому Исидору (Кириченко), 19 июня 1977 г. // Журнал Московской Патриархии. 1977. — № 9. — С. 10.
- Письмо директору Комиссии всемирной миссии и евангелизации ВСЦ д-ру Эмилио Кастро. // Журнал Московской Патриархии. 1977. — № 9. — С. 60-62.
- Послание Архиепископу Карельскому и всей Финляндии Павлу (по случаю освящения храма на Новом Валааме и 800-летия Валаамской обители) // Журнал Московской Патриархии. 1977. — № 10.
- Послание высокопреосв. Павлу, Архиепископу Карельскому и всей Финляндии. // Журнал Московской Патриархии. 1977. — № 10. — С. 55.
- Архиепископу Филадельфийскому и Пенсильванскому Киприану [извещение о канонизации святителя Иннокентия] // Журнал Московской Патриархии. М., 1978. — № 1. — C. 9.
- Речь на торжественном акте в Ленинградской духовной академии 9 окт.1977 г. // Журнал Московской Патриархии. 1978. — № 1. — С. 42-45.
- Послание участникам Африканской Христианской Мирной Конференции. // Журнал Московской Патриархии. 1978. — № 3. — С. 38.
- Письмо по поводу документов Смешанной богословской комиссии 17 августа 1977 года. // Журнал Московской Патриархии. 1978. — № 3. — С. 62.
- Приветственное слово участникам заседания Молодёжной комиссии ХМК в Ленинграде 1 декабря 1977 года. // Журнал Московской Патриархии. 1978. — № 3. — С. 39.
  - Приветствие Молодёжной комиссии ХМК // «Голос», 1978. — № 3.
- Grufiwort an die CFK-Jugendkommission (Приветствие Молодёжной комиссии ХМК) // Stimme der Orthodoxie, 1978. — № 3.
- Слово при вручении архиерейского жезла епископу Кировскому и Слободскому Хрисанфу 23 апреля 1978 г. // Журнал Московской Патриархии. 1978. — № 7. — С. 11.
- Речь при открытии Конгресса «Божий призыв к солидарности — христиане за мир, справедливость и освобождение» // Журнал Московской Патриархии. 1978. — № 9. — С. 28-34.
  - Stimme der Orthodoxie. 1978. — № 9;
  - «Братский вестник», 1978. — № 5.
- Слово при открытии торжественного заседания, посвящённого 60-летию восстановления патриаршества // 60-летие восстановления патриаршества. Празднование юбилея в 1978 году. Изд. Московской Патриархии. — М., 1979.
- История Русской Духовной Миссии в Иерусалиме // Богословские труды. 1979. — № 20. — С. 15-82
- Иоанн XXIII, папа Римский // Богословские труды. 1979. — № 20. — С. 83-240
- Русская Православная Церковь и экуменическое движение: Докл. на IV Ассамблее ВСЦ 5 июля 1968 г. // Церковь и время. 1998. — № 4 (7). — С. 39-54
- Слово в день памяти святого Апостола и евангелиста Иоанна Богослова Архивная копия от 17 марта 2019 на Wayback Machine // Журнал Московской Патриархии. М., 2003. — № 8. — С. 76-83.
- Слова, выступления и речи разных лет // Церковь и время: научно-богословский и церковно-общественный журнал: Отдел внешних церковных связей Московского Патриархата. — 2004. — № 4 (29) — С. 11—126

- Служба святой праведной Тавифе (память в Неделю о расслабленном и 25 октября ст. ст.) // Журнал Московской Патриархии. 1963. — № 2. — С. 73-80.
- Служба святому праведному Иоанну Русскому, исповеднику // Журнал Московской Патриархии. 1967. — № 11. — С. 73-79.
- Тропарь и кондак Всем святым, в Ярославской и Ростовской епархии просиявшим // Журнал Московской Патриархии. 1967. — № 11.
- Тропарь Всем святителям Ростовским // Журнал Московской Патриархии. 1967. — № 11.
- Служба всем святым, просиявшим в Ярославской и Ростовской епархии // Журнал Московской Патриархии. 1969. — № 10. — C. 87-95.
- Тропарь святому равноапостольному Николаю, архиепископу Японскому // Журнал Московской Патриархии. 1970. — № 11; 1971. — № 4.
- Служба святому равноапостольному Николаю, архиепископу Японскому // Журнал Московской Патриархии. 1978. — № 5.
- Служба Всем святым, просиявшим в Ярославской епархии, еяже краегранесие: «Ростову великому, Ярославлю же славному смиренно дар Никодим приносит» // Минея. Май. Часть 3. Издание Московской Патриархии, 1987. — С. 21—36

- Croce e Risurrezione ed alti Scritti teologici (Крест и Воскресение в древних богословских Писаниях). Brescia, 1977.
- Православие, християнско единство и миротворство: Слова, статии, доклади и др. / Ленинградски и Новгородски митрополит Никодим. — София : Синодално издательство, 1978.
- Иоанн XXIII, Папа Римский; предисл. Ф. Кениг. — Wien: Pro oriente, 1984. — VII, 655 с.
- История русской духовной миссии в Иерусалиме. — Серпухов : Серпуховский Высоцкий муж. монастырь, 1997. — 447 с.
  - История русской духовной миссии в Иерусалиме : курсовое сочинение: к 90-летию со дня рождения митрополита Ленинградского и Новгородского Никодима (Ротова). — Санкт-Петербург : Издательство СПбПДА, 2019. — 439 с. — ISBN 978-5-906627-78-0
- Митрополит Никодим (Ротов) — православный богослов в эпоху социализма : к 80-летию со дня рождения : из богословского наследия Митрополита Ленинградского и Новгородского Никодима за 1956-1967 гг. / сост. протоиерей Владимир Сорокин]. — СПб.: Князь-Владимирский собор, 2009. — 217 с. — ISBN 978-5-94813-014-9.